# Chilasa epycides
Chilasa epycides är en fjärilsart som först beskrevs av William Chapman Hewitson 1862.  Chilasa epycides ingår i släktet Chilasa och familjen riddarfjärilar. Inga underarter finns listade i Catalogue of Life.

## Bildgalleri

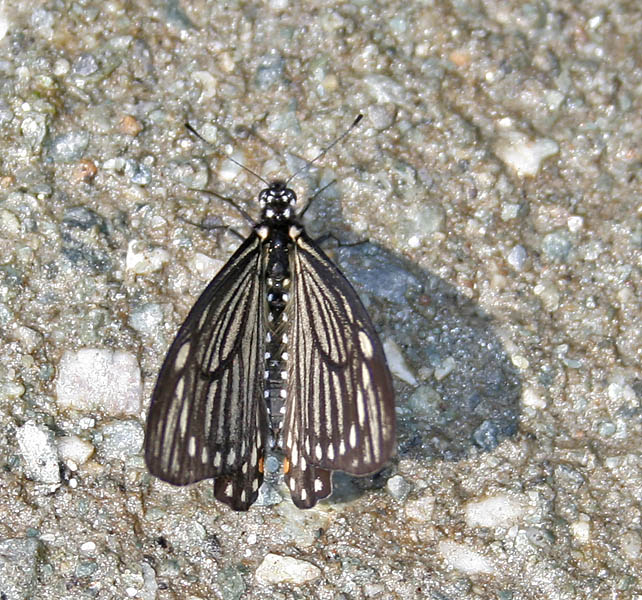
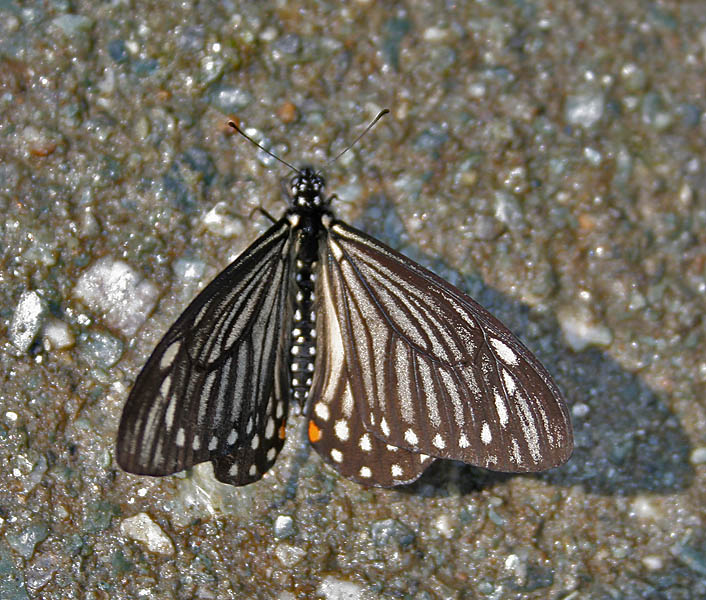
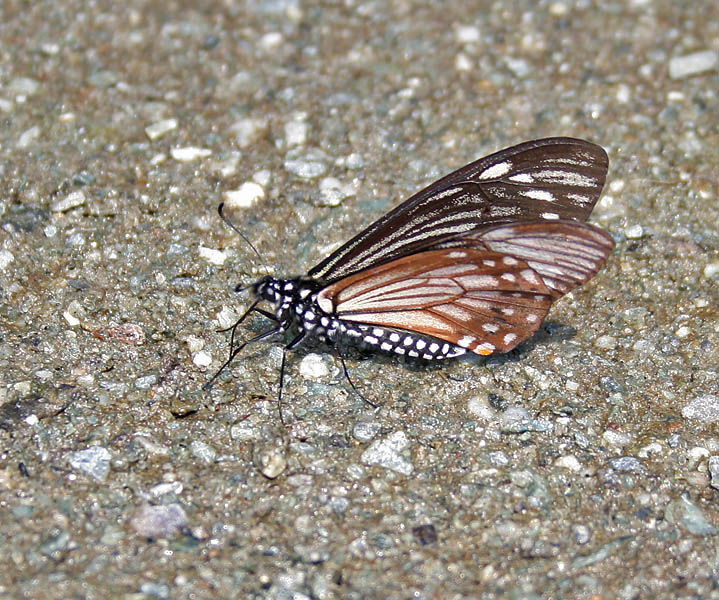
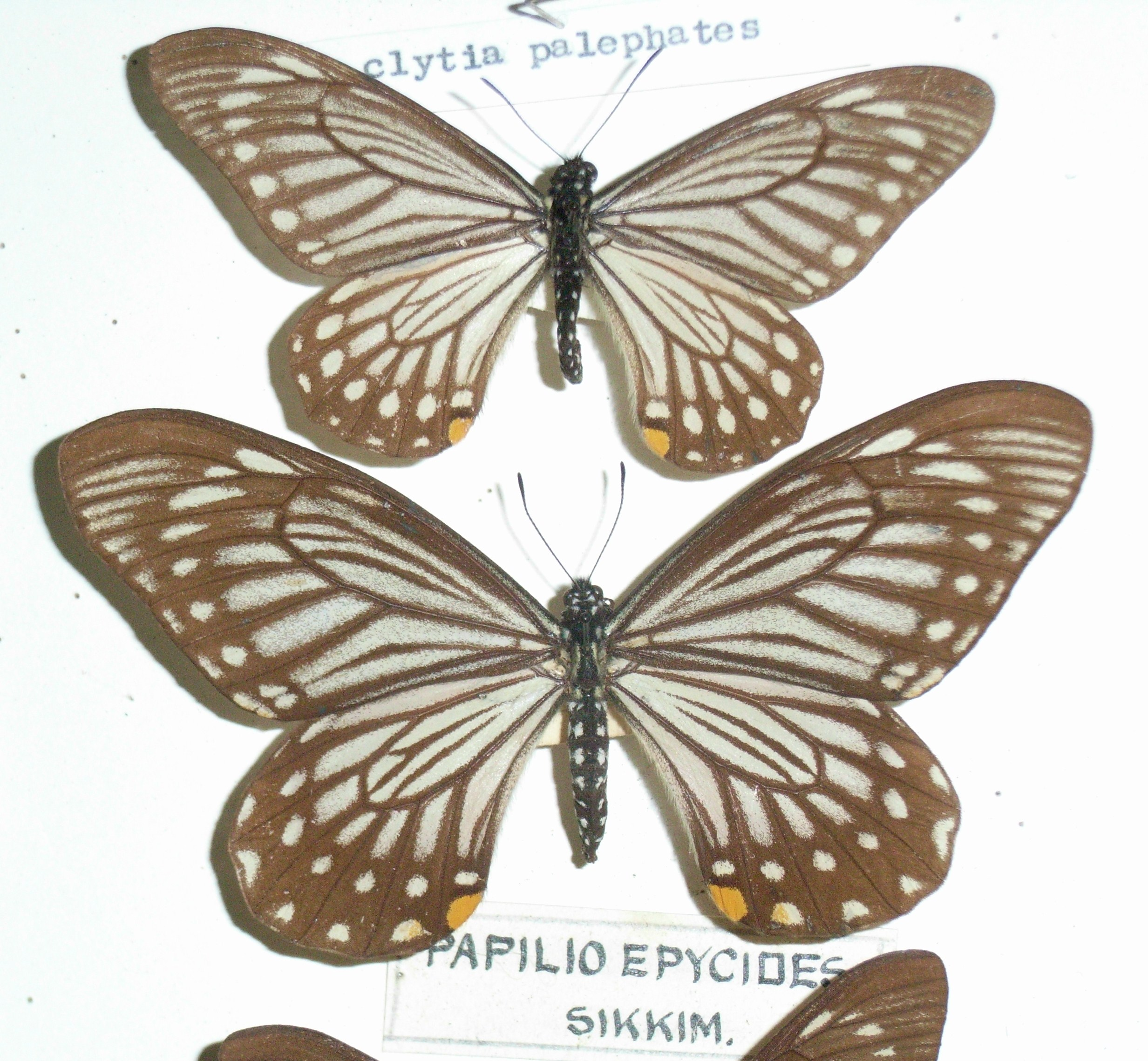